# إنت إيه (فلم)
إنت إيه فيلم كوميدي مصري من إنتاج سنة 2019. الفيلم من إخراج هاله المدنى، وتأليف محمود جامايكا، وإنتاج كريم فتحي، ومن بطولة سامي مغاوري، ومحمد ثروت، وطاهر أبو ليلة، ولطفي لبيب، وسارة درزاوي.

## ملخص القصة
- فيلم درامي كوميدي، تدور أحداثه حول شخص غريب يطرح العديد من الأسئلة على الناس بطريقة بريئة، وخلال رحلته تلك يكون صداقات من أشخاص طيبين وعداوات من أشخاص سيئين.[2]

## طاقم التمثيل
- سامي مغاوري[3]
- طاهر أبو ليلة
- محمد ثروت
- لطفي لبيب
- سارة درزاوي
- إبرام سمير
- نرمين ماهر
- شروق

## الإنتاج
كتب محمود جامايكا قصة وسيناريو الفيلم، وكان الفيلم من إخراج هاله المدنى، المنتج كريم فتحي.